# Grégoire
Grégoire (właśc. Grégoire Boissenot, ur. 3 kwietnia 1979) – francuski kompozytor, autor tekstów i piosenkarz.

## Dyskografia
- Toi + Moi (2008)
- Le Même Soleil (2010)